# Diecezja Bo
Diecezja Bo (łac. Diœcesis Boënsis) – diecezja rzymskokatolicka w Sierra Leone. Powstała w 2011 po podziale archidiecezji Freetown i Bo.

## Główne świątynie
- Katedra: Katedra Niepokalanego Serca Maryi w Bo

## Biskupi diecezjalni
- Charles Allieu Matthew Campbell (od 2011)